# Rosendo Villalobos
Rosendo Villalobos, född 1860, död 1940, var en boliviansk lyriker och biblioteksman.
Villalobos hörde till de mest framstående av sin tids bolivianska skalder. Av hans till ett tjugotal uppgående längre och kortare lyriska dikter bör nämnas De mi cartera (1886), Aves de paso (1889), Memorias del corazón (1890), O dos crueles (1897) och Hacia el olvido (1907). Villalobos behandlas av Plácido Molina och Emilio Finot i Poetas bolivianos (1908). 